# 사법행정권
사법행정권(司法行政權)은 사법행정에 관한 대한민국 대법원장 또는 일본 최고재판소장관의 권한을 일컫는 표현이다.
대한민국에서 법원의 사법행정사무를 총괄하는 권한은 법원조직법 제9조에 따라 대법원장에게 있으나, 이 권한이 본질적으로 사법권의 일부를 이루는 것인지에 대해서는 논란이 있다. 김명수 대법원장이 이끄는 대법원은 사법행정권이 사법권의 일부이므로 사법행정에 관해서는 의회가 관여할 수 없다고 주장하고 있으나, 한상희 교수 등 일부 학자들은 사법행정이 의회의 입법권에 의해 좌우될 수 있다고 주장한다.

## 양승태 대법원장의 사법행정권 남용 사태 관련
양승태 사법농단 의혹에 제기된 근거인 5000만 원짜리 외제차 랜드로버를 뇌물로 받거나,  2억 5천만원의 뇌물 받고 뇌물을 받고 재판결과를 조작하는 재판거래한 비리 판사들이 검찰에서 범죄 수사를 받게되는것을 막기 위해서, 양승태의 기존 대법원 조직 차원에서 검찰 총장을 협박하는 행각 등은 사법행정권과 무관하며, 사법농단으로 규정되어 검찰의 사법농단 수사팀의 수사를 받고 있다.

## 같이 보기
- 양승태
- 양승태 사법농단 의혹
- 재판 거래
- 법원행정처
- 상고법원